# الداير (صعفان)

تعديل مصدري - تعديل

الداير هي إحدى قرى عزلة بني عراف بمديرية صعفان التابعة لمحافظة صنعاء، بلغ تعداد سكانها 208 نسمة حسب تعداد اليمن لعام 2004.